# Peru op de Olympische Zomerspelen 1980
Peru nam deel aan de Olympische Zomerspelen 1980 in Moskou, Sovjet-Unie. Voor de zevende achtereenvolgende keer werd er geen medaille gewonnen.

## Deelnemers en resultaten

### Atletiek
| Olympiër          | Discipline      | Resultaat | Prestatie |
| ----------------- | --------------- | --------- | --- |
| José Luis Elias   | 100m (m)        | 65e       | serie 9: 8ste in 13,66 |
| José Luis Elias   | 200m (m)        | DNS       | serie 4: niet gestart |
| Ronald Raborg     | verspringen (m) | 28e       | kwalificatie groep B: 12de met 6,85m |
| Miro Ronac        | tienkamp (m)    | DNF       | 100m 21ste in 11,88 verspringen: 18de met 6,72m kogelstoten: 19de met 12,60m hoogspringen: 15de met 1,91m 400m: 18de in 52,45 110m horden: 19de in 17,19 discuswerpen: 4de met 46,42m polsstokhoogspringen: 11de met 4,40m speerwerpen: 12de met 56,34m 1500m: niet gestart |
|                   |                 |           | |
| Carmela Bolívar   | 100m (v)        | 28e       | serie 5: 7de in 12,07 |
| Carmela Bolívar   | 200m (v)        | 29e       | serie 2: 4de in 25,33 |
| Patricia Guerrero | speerwerpen (v) | 20e       | kwalificatie groep B: 10de met 45,42m |

### Schietsport
| Olympiër          | Discipline             | Resultaat | Prestatie                         |
| ----------------- | ---------------------- | --------- | --------------------------------- |
| Óscar Caceres     | 50m geweer 3 houdingen | 30e       | 1117 punten: (395-376-346)        |
| Justo Moreno      | 50m geweer 3 houdingen | 28e       | 1133 punten: (391-379-363)        |
| Óscar Caceres     | 50m geweer liggend     | 38e       | 590 punten: (98-98-100-100-97-97) |
| Justo Moreno      | 50m geweer liggend     | 42e       | 589 punten: (99-99-97-97-99-98)   |
| Carlos Hora       | 50m pistool            | 18e       | 551 punten: (92-93-91-94-90-91)   |
| Pedro García, Jr. | 25m snelvuurpistool    | 25e       | 584 punten: (292-292)             |
| Juan Giha         | skeet                  | 25e       | 190 punten                        |
| Walter Perón      | skeet                  | 40e       | 181 punten                        |
| Francisco Boza    | trap                   | 32e       | 169 punten                        |

### Volleybal
| Olympiër | Discipline | Resultaat | Prestatie |
| --- | ---------- | --------- | --- |
| Carmen Pimentel Gabriela Cardenas Rosa Garcia Raquel Chumpitaz Ana Cecilia Carrillo Maria del Risco Cecilia Tait Silvia Leon Denisse Fajardo Aurora Heredia Gina Torrealva Natalia Malaga | zaal (v)   | 6e        | groep A: 4de V van Sovjet-Unie: 1-3 (2-15, 15-7, 4-15, 9-15) V van Cuba: 0-3 (6-15, 5-15, 6-15) V van DDR: 2-3 (10-15, 17-15, 15-11, 10-15, 9-15) 5-8ste plek: W van Roemenië: 3-0 (15-12, 15-9, 15-11) 5-6de plek: V van Cuba: 1-3 (9-15, 7-15, 15-12, 5-15) |

| Groep A |             |             |             |             |             |             |             |        |        |        |        |
| #       | Land        | Wedstrijden | Wedstrijden | Wedstrijden | Wedstrijden | Wedstrijden | Wedstrijden | Punten | Punten | Punten | Punten |
| #       | Land        | G           | W           | V           | SW          | SV          | SR          | SPW    | SPL    | Saldo  | Punten |
| 1       | Sovjet-Unie | 3           | 3           | 0           | 9           | 2           | +7          | 153    | 99     | +54    | 6      |
| 2       | DDR         | 3           | 2           | 1           | 7           | 6           | +1          | 166    | 160    | +6     | 5      |
| 3       | Cuba        | 3           | 1           | 2           | 4           | 6           | -2          | 117    | 117    | 0      | 4      |
| 4       | Peru        | 3           | 0           | 3           | 3           | 9           | -6          | 108    | 168    | -60    | 3      |

| Ronde       | Datum  | Plaats      | Land | Score    | Land |
| ----------- | ------ | ----------- | ---- | -------- | ---- |
| Groepsfase  |        |             |      |          |      |
| 21 juli     | Moskou | Sovjet-Unie | 3-1  | Peru     |      |
| 23 juli     | Moskou | Peru        | 0-3  | Cuba     |      |
| 25 juli     | Moskou | Peru        | 2-3  | DDR      |      |
| 5-8ste plek |        |             |      |          |      |
| 27 juli     | Moskou | Peru        | 3-0  | Roemenië |      |
| 5-6de plek  |        |             |      |          |      |
| 29 juli     | Moskou | Cuba        | 3-1  | Peru     |      |

### Worstelen
| Olympiër        | Discipline  | Resultaat   | Prestatie |
| Vrije stijl     | Vrije stijl | Vrije stijl | Vrije stijl |
| --------------- | ----------- | ----------- | --- |
| Carlos Hurtado  | -57kg (m)   | 11e         | 1ste ronde: W van AFG Halilula: beslissing 2de ronde: V van MGL Oyuunbold: val 3de ronde: V van IRQ Muhsin: val              |
| Miguel Zambrano | +100kg (m)  | 11e         | 1ste ronde: W van GBR Clempner: beslissing 2de ronde: V van CUB Díaz: gediskwalificeerd 3de ronde: V van POL Sandurkski: val |

### Zwemmen
| Olympiër             | Discipline           | Resultaat | Prestatie                |
| -------------------- | -------------------- | --------- | ------------------------ |
| José María Larrañaga | 400m vrije slag (m)  | 27e       | serie 3: 7de in 4.11,06  |
| José María Larrañaga | 1500m vrije slag (m) | 17e       | serie 3: 7de in 16.27,90 |
| Daniel Ayora         | 100m rugslag (m)     | 29e       | serie 1: 7de in 1.03,93  |
| Daniel Ayora         | 200m rugslag (m)     | 24e       | serie 3: 6de in 2.17,12  |
|                      |                      |           |                          |
| Celeste García       | 100m vrije slag (v)  | 22e       | serie 1: 5de in 1.02,44  |
| Celeste García       | 200m vrije slag (v)  | 21e       | serie 4: 6de in 2.13,05  |
| María Pia Ayora      | 400m vrije slag (v)  | 18e       | serie 3: 6de in 4.46,90  |
| María Pia Ayora      | 800m vrije slag (v)  | DNS       | serie 1: niet gestart    |
| María Pia Ayora      | 100m schoolslag (v)  | 22e       | serie 4: 7de in 1.20,46  |
| Celeste García       | 100m vlinderslag (v) | 21e       | serie 2: 6de in 1.05,25  |
| Celeste García       | 200m vlinderslag (v) | 21e       | serie 1: 7de in 2.26,07  |
| María Pia Ayora      | 400m wisselslag (v)  | 16e       | serie 1: 5de in 5.27,19  |

Afghanistan · Algerije · Andorra · Angola · Australië · België · Benin · Birma · Botswana · Brazilië · Bulgarije · Colombia · Congo-Brazzaville · Costa Rica · Cuba · Cyprus · Denemarken · Dominicaanse Republiek · Duitse Democratische Republiek · Ecuador · Ethiopië · Finland · Frankrijk · Griekenland · Groot-Brittannië · Guatemala · Guinee · Guyana · Hongarije · Ierland · IJsland · India · Irak · Italië · Jamaica · Joegoslavië · Jordanië · Kameroen · Koeweit · Laos · Lesotho · Libanon · Liberia · Libië · Luxemburg · Madagaskar · Mali · Malta · Mexico · Mongolië · Mozambique · Nederland · Nepal · Nicaragua · Nieuw-Zeeland · Nigeria · Noord-Korea · Oeganda · Oostenrijk · Peru · Polen · Portugal · Puerto Rico · Roemenië · San Marino · Senegal · Seychellen · Sierra Leone · Sovjet-Unie · Spanje · Sri Lanka · Syrië · Tanzania · Trinidad en Tobago · Tsjecho-Slowakije · Venezuela · Vietnam · Zambia · Zimbabwe · Zweden · Zwitserland